# Hans Nowack (Maler)

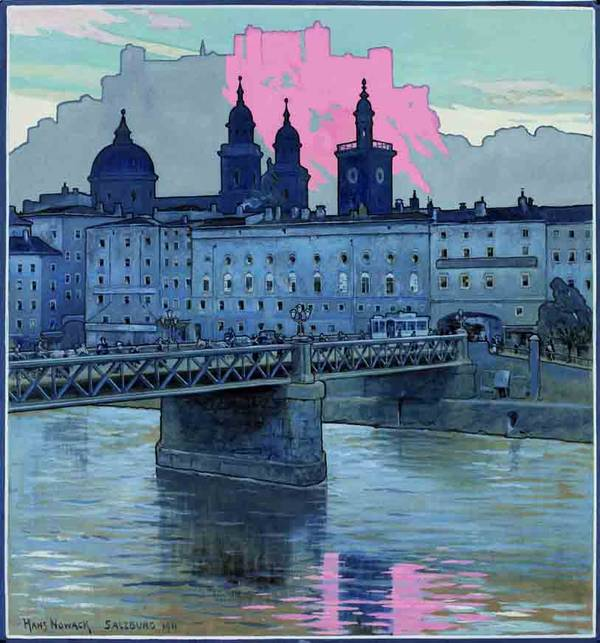
Salzburg

Johann Nowack (* 10. Juli 1866 in Wien; † 7. August 1918 in Salzburg) war ein österreichischer Aquarellist und Innenarchitekt.

## Leben
Nowack, gelernter Posamentierer, kam durch die Innenarchitektur zum Architekturaquarell. Beispiele seiner Arbeiten sind das ehemalige Geschäft ITA am Wiener Graben als Beispiel eines bizarren Jugendstils und der frühere Intarsienboden im Schloss Belvedere. In Folge führte ihn die Aquarellmalerei über Madeira, Funchal und Bozen nach Salzburg. Viele Alt-Salzburger Bilder entstanden. Ausflüge nach Venedig, Rothenburg o.d.T., Südtirol und Holland erweiterten sein Wirken.
Die Vorliebe für das Aquarell war Thema bei seiner Arbeit an der Staatsgewerbeschule in Salzburg für kommende Architekturstudenten.
Zeitgenossen wie Carl Mell und Franz Kulstrunk sowie allen voran Rudolf von Alt haben mit ihrer Arbeit einen großen Beitrag zum Erhalt der Erinnerung an Straßen, Plätze und Palais geleistet. Die letzte Ausstellung wurde von N. Schaffer im Salzburger Museum Carolino Augusteum 1992 aus Beständen des Nachlasses und privaten Leihgaben gezeigt.